# IK Sävehof
IK Sävehof är en svensk handbollsklubb från Partille, grundad 20 augusti 1950.
Klubben är känd för att ha en framgångsrik ungdomsverksamhet, som också är världens största med över 2 000 aktiva ungdomar i 90 olika lag. Ett stort antal framtida stjärnor har fostrats där på både dam- och herrsidan. Samtidigt har klubben också framgångsrika seniorlag på både dam- och herrsidan. Båda har varit dominanta i svensk handboll i perioder under 2000- och 2010-talen. Damlaget har vunnit 17 SM-guld (1993, 2000, 2006, 2007, 2009, 2010, 2011, 2012, 2013, 2014, 2015, 2016, 2018, 2019, 2022, 2023, 2024) och herrlaget har vunnit 8 SM-guld (2004, 2005, 2010, 2011, 2012, 2019, 2021, 2024). Damlaget har även blivit Svenska cupmästare två gånger gång (2023, 2024) och herrlaget en gång (2022).
Klubben arrangerar även världens största handbollsturnering, ungdomsturneringen Partille Cup. Den spelas årligen utomhus på en mängd olika platser i närliggande staden Göteborg. Turneringen startades 1970 av IK Sävehof i Partille, men hade 2004 hade den flyttat till Göteborg helt och hållet efter att ha börjat flyttas stegvis några år tidigare.

## Historia

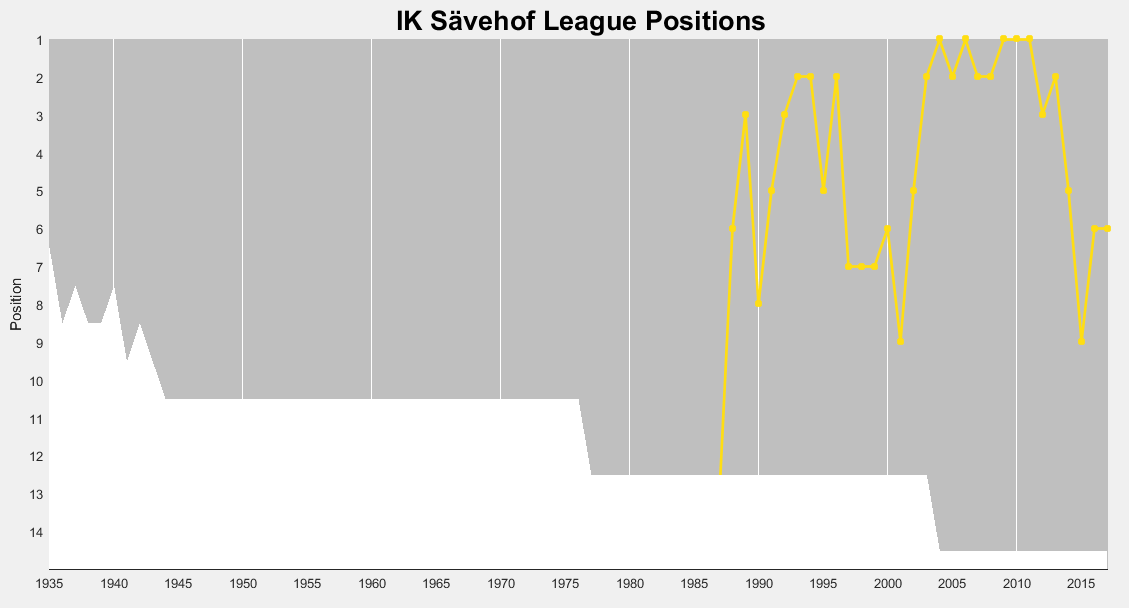
Sävehofs herrlags placeringar i högsta serien genom åren.

Idrottsklubben Sävehof grundades den 20 augusti 1950 av en grupp skolpojkar från Sävedalen, Bo Dahl, Claes Lundgren, Gösta Sundén och Jan Samuelsson. Året efter började bland andra Steve Mohlin, Jan Bertilfeldt, Arne Gustavsson, Assar Johansson och Håkan Lundgren. Första spelserien klubben deltog i var juniorklass 4B, och slutade där tvåa efter Kullens BK. Klubbens allt i allo Gunnar Quist, som även startade Partille Cup (1963), blev medlem 1954.
Sävehof första "långresa" ställde klubben upp med ett juniorlag i Byttorp Cup (Borås) 1954. Klubbens första investering gällde ett kassaskrin till kassören för summan 22 kr, som återfinns ännu idag på klubbens kansli. 1963 spelades Partille Cup för första gången, och år 1970 nystartades cupen. 1978 lämnade ett stort antal spelare herrlaget, elva spelare gick till IK Heim.
1979 anställdes nuvarande klubbdirektören Stefan Albrechtson i klubben. 1980 inleddes en elitsatsning på herrsidan och 1983 nådde laget näst högsta divisionen, division 1, och 1987 nådde de högsta divisionen, Allsvenskan (senare Elitserien, nuvarande Handbollsligan). 1989 mottog Sävehof pris som Årets förening av Riksidrottsförbundet (RF). 1991 nådde även klubbens damlag högsta divisionen, Elitserien, och kunde redan 1993 vinna SM-titeln. Herrlaget spelade samma år SM-final mot Redbergslids IK. 2004 blev herrlaget för första gången svenska mästare. Åren 2010, 2011 och 2012 blev både klubbens herr- och damlag svenska mästare i handboll, vilket aldrig tidigare inträffat.
2014 blev herrlaget mästare i EHF Challenge Cup efter finalseger över serbiska RK Metaloplastika.
Damerna är ansedda som det bästa svenska klubblaget genom tiderna med åtta raka SM-guld (2009–2016) och 15 SM-guld totalt. Mellan februari 2012 och april 2015 avverkade laget 95 raka vinstmatcher mot svenskt motstånd.
2016 flyttade representationslagen in i nybyggda Partille Arena med plats för 4 000 åskådare.
Efter åtta raka SM-guld för damlaget lyckades H65 Höör spräcka sviten genom att vinna över Sävehof i SM-finalen 2017. Redan året efter fick Sävehof revansch och vann finalen i Scandinavium mot H65 Höör. Matchen slutade med stor dramatik, då Sävehofs trotjänare Ida Odén gjorde det sista och avgörande målet med fyra sekunder kvar av matchen. Målet innebar att finalen slutade 21–22 till Sävehof och att Odén tog sitt elfte SM-guld (samtliga i samma klubb), vilket hon är ensam om.

## Spelartrupper

### Damlaget 2023/2024
| Nr | Land    | Pos | Namn               |
| -- | ------- | --- | ------------------ |
| 1  | Sverige | MV  | Johanna Bundsen    |
| 12 | Sverige | MV  | Line Bergfeldt     |
| 16 | Sverige | MV  | Selma Hasanbegovic |
| 30 | Sverige | MV  | Annie Linder       |
| 35 | Sverige | MV  | Wilma Saul         |
| 2  | Sverige | H6  | Ida Rahunen Sembe  |
| 3  | Sverige | V6  | Stella Huselius    |
| 4  | Sverige | M9  | Thea Stankiewicz   |
| 5  | Sverige | M9  | Ida Landberg       |
| 6  | Sverige | H9  | Tindra Carlsson    |
| 7  | Sverige | M9  | Elin Heikka        |
| 8  | Sverige | M6  | Johanna Forsberg   |
| 9  | Sverige | H9  | Nina Koppang       |
| 11 | Sverige | M6  | Stina Wiksfors     |

| Nr | Land    | Pos | Namn                  |
| -- | ------- | --- | --------------------- |
| 13 | Sverige | V9  | Irma Wester Kocanovic |
| 14 | Sverige | H9  | Madeleine Rehnberg    |
| 18 | Danmark | M9  | Laura Cecilie Jensen  |
| 19 | Sverige | V6  | Olivia Mellegård      |
| 20 | Sverige | M6  | Thea Blomst           |
| 22 | Spanien | H6  | Carmen Martín         |
| 25 | Sverige | M9  | Emma Mihailovic       |
| 26 | Sverige | V6  | Emma Andersson        |
| 27 | Sverige | H9  | Thea Kylberg          |
| 28 | Sverige | M6  | Julia Jonasson        |
| 29 | Sverige | M9  | Amanda Källström      |
| 31 | Sverige | H6  | Tindra Möller Holmén  |
| 32 | Sverige | V9  | Maja Portillo         |
| 55 | Sverige | V9  | Felicia Granat        |

### Herrlaget 2022/2023
| Nr | Land    | Pos | Namn             |
| -- | ------- | --- | ---------------- |
| 1  | Sverige | MV  | Oscar Sävinger   |
| 12 | Sverige | MV  | Simon Möller     |
| 3  | Sverige | H9  | Emil Berlin      |
| 5  | Sverige | M9  | Olle Ek          |
| 6  | Sverige | M6  | Adam Blanche     |
| 7  | Sverige | M6  | Felix Möller     |
| 8  | Sverige | V6  | Kelvin Roberts   |
| 10 | Norge   | V6  | Alexander Westby |
| 11 | Danmark | V9  | Lasse Pedersen   |
| 17 | Sverige | V6  | Sebastian Spante |
| 18 | Sverige | V9  | Pontus Brolin    |

| Nr | Land     | Pos | Namn                       |
| -- | -------- | --- | -------------------------- |
| 19 | Island   | M6  | Tryggvi Þórisson           |
| 22 | Sverige  | H9  | Gzim Salihi                |
| 25 | Sverige  | H6  | Malte Celander             |
| 28 | Sverige  | H9  | Marcus Lennernäs           |
| 31 | Sverige  | M9  | William Andersson Moberg   |
| 34 | Sverige  | H6  | Sebastian Karlsson         |
| 35 | Sverige  | M6  | Philip Karlefeldt          |
| 71 | Färöarna | M9  | Elias Ellefsen á Skipagøtu |
| 77 | Sverige  | V9  | Lukas Rådberg              |
| 78 | Färöarna | V9  | Óli Mittún                 |

## Meriter
- 1989 fick Sävehof Riksidrottsförbundets pris som Årets förening.
- 2010 vann IK Sävehof, som första handbollsklubb någonsin, SM-guld på både dam- och herrsidan samma år.[8] 2011 och 2012 upprepade klubben bedriften med SM-guld för både damerna och herrarna.
- 2014 vann herrarna klubbens första Europacuptitel när man besegrade RK Metaloplastika i EHF Challenge Cup-finalen.
- 2016 vann damerna sitt åttonde SM-guld i rad.
- 2019 tangerade damlaget Kv.IK Sports rekord sedan 1972, 14 SM-titlar.
- 2022 slog damlaget nytt rekord när dom vann sin 15e SM-titel.

### Damlaget
- SM-guld: 1993, 2000, 2006, 2007, 2009, 2010, 2011, 2012, 2013, 2014, 2015, 2016, 2018, 2019, 2022, 2023, 2024
- SM-silver: 1999, 2001, 2002, 2008, 2017, 2025
- Svenska cupmästare: 2023, 2024
- Kvalificering till Champions League: 2008, 2011, 2012, 2013, 2014, 2015, 2016, 2017, 2019, 2020, 2022, 2024
- Vidare till mellanrunda i Champions League: 2013, 2014, 2015, 2016, 2020
- Vidare till slutspel i Champions League: 2013
- Kvalificering till övriga Europacuper: 2007, 2010, 2017, 2019

### Herrlaget
- SM-guld: 2004, 2005, 2010, 2011, 2012, 2019, 2021, 2024
- SM-silver: 1993, 1994, 2006, 2008, 2023
- Svenska cupmästare: 2022
- Challenge Cup-mästare 2014[9]
- Kvalificering till Champions League: 2005, 2006, 2011, 2012, 2013, 2020
- Vidare till slutspel i Champions League: 2005, 2012
- Kvalificering till övriga Europacuper: 1989, 1993, 1996, 2003, 2004, 2014, 2022

## Hemmaarena
- Mässhallens C-hall (–1967)[10]
- Partillebohallen (även kallad Porthällaskolans Idrottshall och Partille Idrottshall; 1967–2016)
- Partille Arena (2016–)

## Spelare i urval
Årtalen markerar år i seniorlaget.

### Damlaget
- Johanna Ahlm (2004–2009, 2016–2019)
- Jenny Alm (2011–2015)
- Karin Almqvist (1993–2002)
- Sara Andersson (1999–2003, 2004–2006)
- Johanna Bundsen (2007–2017)
- Theresa Claesson (1993–2000)
- Edijana Dafe (2011–2015)
- Tina Flognman (1998–2003)
- Cecilia Grubbström (?–2012)
- Isabelle Gulldén (2006–2011)
- Jessica Helleberg (?–2011)
- Filippa Idéhn (2012–2015)
- Elin Hallagård (2012–2019)
- Karin Isakson (2007–2012)
- Gabriella Kain (2000–2006)
- Jenny Lindblom (1998–2002)
- Maria Lindqvist (1998–2006)
- Olivia Mellegård (2015–2019)
- Ida Odén (2005–2015, 2016–2018)
- Jamina Roberts (2008–2014, 2016–2017, 2020–2022)
- Loui Sand (2011–2017)
- Frida Tegstedt (2006–2014)
- Ulrika Toft Hansen (Ågren) (2008–2010)
- Frida Toveby (Johansson) (?–2008, 2010–2011)
- Teresa Utkovic (1998–2003, 2007–2009)
- Annika Wiel Hvannberg (Wiel Fredén) (2003–2005)
- Jenny Wikensten (2005–2015)
- Daiva Zinkevičienė (1990–1996)

### Herrlaget
- Danijel Anđelković (2003–2004)
- Kim Andersson (2001–2005)
- Tommy Atterhäll (2002–2007)
- Spyros Balomenos (2004–2006)
- Anders Eliasson (1986–1994, 1999–2004)
- Jonas Ernelind (1994–2000, 2004–2006)
- Patrik Fahlgren (2002–2009)
- Michael Franzén (1987–1989)
- Victor Fridén (2004–2017)
- Erik Fritzon (1999–2012)
- Martin Frändesjö (1991–1993)
- Hreiðar Levý Guðmundsson (2007–2009)
- Johan Jakobsson (2005–2011, 2017–2019)
- Tobias "Rumän" Johansson (2008–2013, 2023–2024)
- Peder Järphag (1988–1993)
- Jonas Larholm (2000–2006, 2016–2019)
- Jan Lennartsson (2000–2007)
- Mikael Moen (2003–2005)
- Peter Möller (2003–2008)
- Viktor "Kif" Ottosson (2009–2019)
- Johan Petersson (1990–1996)
- Per Sandström (2000–2006, 2015–2018)
- Niklas Simonsson (1988–1998)
- Jonathan Stenbäcken (2005–2011)
- Oskar Sunnefeldt (2016–2019)
- Kent Robin Tønnesen (2012–2013)
- Rolf Wainikka (1988–1996)
- Robert Wedberg (1987–1998)
- Per Öberg (1988–1992)

## Tränare

### Damlaget
| Namn                                            | År        |
| ----------------------------------------------- | --------- |
| Bertil Gustavsson                               | 1957–1960 |
| Verner Helin                                    | 1960–1961 |
| 1961–1967 fanns inget damlag                    |           |
| Ingmar Christiansson                            | 1967–1971 |
| Håkan Drath                                     | 1971–1975 |
| Bengt Olsson                                    | 1975–1976 |
| Gunnar Söderberg                                | 1976–1980 |
| Pether Zetterström                              | 1980–1982 |
| Per-Ante Wikberg                                | 1982–1983 |
| Jan Warvne                                      | 1983–1984 |
| Sture Fridh, Monika Doroszkiewicz och Gerd Albo | 1984–1985 |
| Lars Jeppsson                                   | 1985–1987 |
| Stina Träff och Susann Preuss                   | 1987–1988 |
| Hans Lorentzon                                  | 1988–1990 |
| Ilija Puljević                                  | 1990–1991 |
| Lars-Erik Säll                                  | 1991–1992 |
| Ulf Andersson                                   | 1992–1993 |
| Petra Martens                                   | 1993–1995 |
| Ilija Puljević                                  | 1995–1996 |
| Rustan Lundbäck                                 | 1996–2001 |
| Jesper Svensson                                 | 2001–2002 |
| Tuija Pasanen                                   | 2002–2004 |
| Björn Blomquist                                 | 2004–2008 |
| Magnus "Bagarn" Johansson                       | 2008–2012 |
| Henrik Signell                                  | 2012–2018 |
| Rasmus Overby                                   | 2018–2022 |
| Jesper Östlund                                  | 2022–     |

### Herrlaget
Herrlagets mest framgångsrike tränare är Rustan Lundbäck, som tog över laget 2001 efter att ha tränat klubbens damlag. Under hans nio säsonger som huvudtränare för herrlaget, 2001–2010, kom laget som sämst till semifinal i SM-slutspelet. Resultatet var fyra semifinalförluster och fem SM-finaler, som i sin tur resulterade i två SM-silver och lagets tre första SM-guld (2004, 2005 och 2010).
| Namn                                                 | År        |
| ---------------------------------------------------- | --------- |
| Jan Samuelson                                        | 1950–1953 |
| Gunnar Quist                                         | 1953–1961 |
| Elof Karlsson                                        | 1961–1962 |
| Gunnar Quist                                         | 1962–1968 |
| Arne Jillesjö och Hans Rose                          | 1968–1969 |
| Arne Jillesjö och Erik de Broen                      | 1969–1970 |
| Roger "Ragge" Carlsson                               | 1970–1974 |
| Ulf Ledmyr                                           | 1974      |
| Sture Fridh                                          | 1974–1975 |
| Ingemar Pernevik, Bengt Olsson och Ingemar Johansson | 1975–1976 |
| Kjell-Ove Ericsson (Skogaby) och Lars Sunegård       | 1976–1977 |
| Dan-Eve Johansson                                    | 1977–1978 |
| Leif Albrechtson                                     | 1978–1979 |
| Leif Albrechtson och Stefan Albrechtson              | 1979–1980 |
| Stefan Albrechtson                                   | 1980–1983 |
| Benny Johansson                                      | 1983–1986 |
| Håkan Drath                                          | 1986–1990 |
| Ilija Puljević                                       | 1990–1994 |
| Magnus Börjesson                                     | 1994–2000 |
| Ilija Puljević                                       | 2000–2001 |
| Rustan Lundbäck                                      | 2001–2010 |
| Mikael Franzén                                       | 2010–2012 |
| Magnus "Bagarn" Johansson                            | 2012–2016 |
| Robert Wedberg                                       | 2016–2018 |
| Andreas Stockenberg                                  | 2018–2019 |
| Jonas Larholm                                        | 2019      |
| Kristian Berndtsson                                  | 2019–2020 |
| Michael Apelgren                                     | 2020–     |